# 9 juli
9 juli är den 190:e dagen på året i den gregorianska kalendern (191:a under skottår). Det återstår 175 dagar av året.

## Återkommande bemärkelsedagar

### Nationaldagar
- Palau: Konstitutionsdagen (till minne av antagandet av konstitutionen denna dag 1981)
- Sydsudans nationaldag (till minne av självständighetsförklaringen 2011)

## Namnsdagar

### I den svenska almanackan
- Nuvarande – Jörgen och Örjan
- Föregående i bokstavsordning
  - Kyrillos – Namnet fanns, till minne av Kyrillos en biskop och martyr från Kreta, på dagens datum före 1901, då det utgick.
  - Göran – Namnet fanns 1786–1795 på 23 april, men utgick sedan. 1986 infördes det på dagens datum, men flyttades 1993 tillbaka till 23 april, där det har funnits sedan dess.
  - Götilda – Namnet infördes på dagens datum 1901, men utgick 1993.
  - Jörgen – Namnet infördes 1986 på 23 april, men flyttades 1993 till dagens datum och har funnits där sedan dess.
  - Jörn – Namnet infördes på dagens datum 1986, men utgick 1993.
  - Örjan – Namnet infördes 1986 på 7 januari. 1993 flyttades det till dagens datum och har funnits där sedan dess.
- Föregående i kronologisk ordning
  - Före 1901 – Cyrillus
  - 1901–1985 – Götilda
  - 1986–1992 – Götilda, Göran och Jörn
  - 1993–2000 – Jörgen och Örjan
  - Från 2001 – Jörgen och Örjan
- Källor
  - Brylla, Eva (red.): Namnlängdsboken, Norstedts ordbok, Stockholm, 2000. ISBN 91-7227-204-X
  - af Klintberg, Bengt: Namnen i almanackan, Norstedts ordbok, Stockholm, 2001. ISBN 91-7227-292-9

### Finlandssvenska almanackan
- Nuvarande från 2020[1] – Jasmine, Nanna, Nanny
- I föregående revideringar[a][2]
  - 1929–1949 – Nanna
  - 1950–2014 – Nanna, Nanny
  - 2015–2019 – Nanna, Nanny, Jasmine

## Händelser
- 455 – Senatorn och fältherren Avitus utropas till västromersk kejsare med stöd av soldaterna i Gallien och den visigotiske kungen Theoderik II. Han förlorar dock snart Theoderiks stöd och redan hösten 456 blir han avsatt, då många senatorer ogillar hans politik att insätta galler i den romerska senaten.
- 1153 – Sedan Eugenius III har avlidit dagen innan väljs den endast 19-årige Corrado Demetri della Suburra till påve och tar namnet Anastasius IV. Hans pontifikat blir kort, då han avlider den 3 december året därpå, men under sin tid som påve sluter han fred med den tyske kungen Fredrik I Barbarossa i en konflikt som har varat under de senaste fyra påvarna och gällt utnämningen av biskop i Magdeburg och utnämningen av William Fitzherbert till biskop av York.
- 1702 – En svensk här på 12 000 man, ledd av kung Karl XII, vinner en avgörande seger över en dubbelt så stor polsk-sachsisk armé under ledning av August den starke i slaget vid Kliszów. Då den polska armén blir kraftigt försvagad genom slaget och infanteriet i det närmaste förintas förlorar kung August mycket av sitt förtroende hos sina undersåtar och den polska enigheten mot de invaderande svenskarna försvinner. Detta underlättar kraftigt de svenska förutsättningarna i kriget mot Polen, men trots detta dröjer det till 1706, innan Karl XII uppnår målet att få August avsatt från den polska tronen.
- 1766 – Sedan den nya Drottningholms slottsteater efter två års byggtid har besiktigats av det svenska kungaparet Adolf Fredrik och Lovisa Ulrika dagen före, återinvigs den med uppsättandet av pjäsen Rhadamiste et Zénobie av Prosper Jolyot de Crébillon, medan Psyché av Jean-Baptiste Lully, som sätts upp den 28 oktober samma år, blir den första operaföreställningen på teatern. Den gamla teatern från 1754 har brunnit ner 1762.
- 1790 – En vecka efter att svenska flottan har brutit sig ur den ryska inspärrningen i Viborgska viken genom det så kallade Viborgska gatloppet inleds slaget vid Svensksund i Finska viken mellan de båda flottorna och varar till dagen därpå. Detta blir det största sjöslaget i Östersjöns historia då 12 500 man och totalt 195 fartyg deltar på den svenska sidan och 14 000 man och 133 fartyg på den ryska. Slaget räknas också som Sveriges största sjöseger någonsin och för det pågående kriget mellan Sverige och Ryssland blir det en avgörande svensk seger, då Sverige genom det får en mycket fördelaktig position vid fredsförhandlingarna. Kriget avslutas också genom freden i Värälä en månad senare.
- 1816 – Sedan det spanska vicekungadömet Río de la Plata i Sydamerika genom den så kallade Majrevolutionen 1810 har inlett ett frihetskrig mot de spanska kolonialherrarna kan provinsen denna dag utropa sin självständighet från Spanien[3] som Sydamerikas förenade provinser. Sedan Bolivia har brutit sig ur den nya staten 1825 och Uruguay har gjort detsamma 1828 blir återstoden sedermera känd som Argentina.
- 1850 – Köpmannen och karavanledaren Siyyid ’Alí Muḥammad Shírází blir avrättad i iranska Tabriz för påstådd uppvigling och brott mot islams lagar. Han har sex år tidigare utropat sig själv som Den utlovade inom Bahá'í-religionen, som Mírzá Husayn’Alí Núri sedermera grundar 1863. Dess följare räknar honom därmed som en martyr och han är allmänt känd under namnet Báb (”Porten”).
- 1943 – Sedan de allierade har skaffat sig herraväldet över Nordafrika, genom att besegra den tyska Afrikakåren där inleder de denna dag Operation Husky, som är kodnamn för invasionen av den italienska ön Sicilien. De allierades mål är att driva bort tyskarna från ön, för att dels kunna skicka sina fartyg ostört genom Medelhavet, dels försöka sätta press på den italienska regeringen att få Italien att dra sig ur kriget. När invasionen är genomförd den 17 augusti har den italienske diktatorn Benito Mussolini blivit avsatt och de allierade har fått en god utgångspunkt för en invasion av det italienska fastlandet, vilken inleds den 3 september.
- 1945 – En total solförmörkelse inträffar över Sverige.
- 1962 – Den amerikanske konstnären Andy Warhol ställer ut konstverket Campbell’s Soup Cans på Ferus Gallery i Los Angeles. Detta blir genombrottet för konstformen popkonst, som har dykt upp under 1950-talet, men först nu blir ordentligt uppmärksammad inom konstvärlden.
- 1982 – 33-årige Michael Fagan lyckas vid sjutiden på morgonen ta sig förbi alla säkerhetsåtgärder på Buckingham Palace och ta sig ända in i den brittiska drottningen Elizabeth II:s sovrum. När drottningen vaknar av hans närvaro lämnar hon omedelbart rummet, för att kalla på säkerhetsvakter och så småningom blir Fagan gripen. Vid denna tid räknas hans intrång inte som något brott (det dröjer till 2007, innan lagen ändras, så att det blir det) och därför döms han endast till ett halvårs psykiatrisk tillsyn för sin handling.
- 1992 – Tidigt på morgonen utbryter en våldsam skogsbrand i södra delen av fornborgen Torsburgen på Gotland. Branden varar i fyra dagar (till 13 juli), innan man har lyckats få den under kontroll och släckt den och blir därmed en av de största skogsbränderna i Sverige i modern tid. Släckningsarbetet blir också den största räddningsinsatsen i Gotlands historia och efterarbetet tar flera år. Totalt berörs ett område på 1 000 hektar och 41 markägare drabbas på ett eller annat sätt.
- 2002 – Afrikanska unionen etableras.
- 2011 – Sydsudan blir formellt självständigt från Sudan,[4] sedan folkomröstningen om självständighet i januari har gett 98,8 % stöd för självständigheten. Sydsudan har emellertid i praktiken varit självständigt sedan 2005, då ett vapenstillestånd har slutits mellan den sudanesiska regeringen och separatiströrelsen Sudanesiska folkets befrielsearmé. Därmed är Sudan inte längre Afrikas till ytan största land, utan den rollen övertas av Algeriet.

## Födda
- 1511 – Dorothea av Sachsen-Lauenburg, Danmarks och Norges drottning 1534–1559 (gift med Kristian III)
- 1578 – Ferdinand II, tysk-romersk kejsare 1619-1637
- 1764 – Ann Radcliffe, brittisk författare
- 1768 – Fredrik Kristian August, dansk prins, Sveriges kronprins 1809-1810
- 1770 – Abner Lacock, amerikansk demokratisk-republikansk politiker, senator för Pennsylvania 1813–1819
- 1786 – Sophie Hélène Béatrix, fransk prinsessa
- 1815 – Oran M. Roberts, amerikansk demokratisk politiker och jurist, guvernör i Texas 1879-1883
- 1825 – A.C. Gibbs, amerikansk politiker, guvernör i Oregon 1862–1866
- 1835 – William D. Bloxham, amerikansk demokratisk politiker, guvernör i Florida 1881–1885 och 1897–1901
- 1836 – Sofia av Nassau, Sveriges drottning 1872–1907 och Norges drottning 1872–1905 (gift med Oscar II)
- 1845 – Gilbert Elliot-Murray-Kynynmound, brittisk politiker
- 1848 – Robert I, hertig av Parma och Piacenza 1854–1859
- 1863 – Herman Lindqvist (politiker), LO:s ordförande 1900–1920, statsråd 1921–1923
- 1868 – Gustav Noske, tysk socialdemokratisk politiker, Tysklands försvarsminister 1919–1920
- 1876 – Karl Johanson, svensk lantbrukare och högerpolitiker
- 1879
  - Carlos Chagas, brasiliansk läkare
  - Ottorino Respighi, italiensk tonsättare
- 1885 – Tor Andræ, svensk kyrkoman, biskop i Linköpings stift 1935-1947, statsråd 1936, ledamot av Svenska Akademien 1932-1947
- 1891 – Clarence Norman Brunsdale, amerikansk republikansk politiker, guvernör i North Dakota 1951–1957 och senator för samma delstat 1959–1960
- 1894
  - Pjotr Kapitsa, sovjetisk fysiker, mottagare av Nobelpriset i fysik 1978
  - Percy Spencer, amerikansk uppfinnare
- 1895 – Wiveka Alexandersson, svensk skådespelare
- 1901 – Barbara Cartland, brittisk författare
- 1902 – Ella Fallenius, svensk översättare och manusförfattare
- 1909
  - Sven Jonasson, svensk fotbollsspelare
  - Basil Wolverton, amerikansk serieskapare
- 1914 – Willi Stoph, östtysk politiker, ordförande i Östtysklands ministerråd 1964–1989
- 1916 – Edward Heath, brittisk konservativ politiker, Storbritanniens premiärminister 1970–1974
- 1926 – Ben R. Mottelson, amerikansk-dansk fysiker, mottagare av Nobelpriset i fysik 1975
- 1927 – Susan Cabot, amerikansk skådespelare
- 1929 – Hassan II, kung av Marocko från 1961
- 1932 – Donald Rumsfeld, amerikansk republikansk politiker, USA:s försvarsminister 1975–1977 och 2001–2006
- 1933 – Elim Klimov, rysk filmregissör
- 1935 – Wim Duisenberg, nederländsk politiker, Nederländernas finansminister 1973–1977, chef för Europeiska centralbanken 1998–2003
- 1938 – Brian Dennehy, amerikansk skådespelare
- 1942 – David Chidgey, brittisk politiker
- 1944 – Annicka Kronberg, svensk präst, skådespelare och dramatiker
- 1945 – Dean Koontz, amerikansk författare
- 1946 – Bon Scott, australisk sångare, medlem i gruppen AC/DC från 1974
- 1947 – O.J. Simpson, amerikansk fotbollsspelare och skådespelare
- 1950 – Viktor Janukovytj, ukrainsk politiker, Ukrainas premiärminister 2002–2005 och 2006–2007 samt president 2010–2014
- 1951 – Chris Cooper, amerikansk skådespelare
- 1953 – Dave Camp, amerikansk republikansk politiker, kongressledamot 1991–2015
- 1954 – Torbjörn Nilsson, svensk fotbollsspelare och -tränare
- 1956
  - Jörgen Düberg, svensk skådespelare
  - Tom Hanks, amerikansk skådespelare, regissör, manusförfattare och producent
- 1957 – Kelly McGillis, amerikansk skådespelare
- 1959 – Scott Garrett, amerikansk republikansk politiker, kongressledamot 2003–2017
- 1964 – Courtney Love, amerikansk trubadur, gitarrist, skådespelare och konstnär
- 1966
  - Pamela Adlon, amerikansk skådespelare och regissör
  - Fyr Thorwald, svensk skådespelare, regissör och producent
- 1968 – Lars Gyllenhaal, svensk historiker och författare
- 1975 – Jack White, amerikansk musiker i gruppen The White Stripes
- 1976
  - Fred Savage, amerikansk skådespelare
  - Dan Estrin, amerikansk gitarrist och sångare i gruppen Hoobastank
- 1984 – Markus Svensson, svensk ishockeymålvakt
- 1986 – Simon Dumont, amerikansk skidåkare
- 1988 – Raul Rusescu, rumänsk fotbollsspelare
- 1989 – Roman Koudelka, tjeckisk backhoppare
- 1991 – Mitchel Musso, amerikansk skådespelare
- 1992 – Douglas Booth, brittisk skådespelare

## Avlidna
- 1677 – Angelus Silesius, 52, tysk författare
- 1746 – Filip V, 62, kung av Spanien
- 1797 – Edmund Burke, 68, irländsk-brittisk filosof och statsman
- 1828 – Gilbert Stuart, 72, amerikansk konstnär
- 1850 – Siyyid ’Alí Muḥammad Shíráz, 30, persisk köpman, karavanförare och religionsgrundare
- 1857 – Jacob Cederström, 75, svensk militär, politiker och ämbetsman
- 1865 – Johan Henrik Thomander, 67, svensk professor, översättare och författare, biskop i Lunds stift, ledamot av Svenska Akademien
- 1871 – John Slidell, amerikansk diplomat och demokratisk politiker, senator för Louisiana
- 1902 – William Marvin, 94, amerikansk jurist och politiker, guvernör i Florida
- 1909 – George Robinson, 81, brittisk politiker
- 1923 – William R. Day, 74, amerikansk republikansk politiker och jurist, USA:s utrikesminister, domare i USA:s högsta domstol
- 1928 – George Earle Chamberlain, 77, amerikansk demokratisk politiker, guvernör i Oregon och senator för samma delstat
- 1962 – Georges Bataille, 64, fransk författare och filosof
- 1967 – Eugen Fischer, 93, tysk läkare, antropolog och eugeniker
- 1968 – Göta Klintberg, 93, svensk skådespelare
- 1970 – Elov Persson, 75, svensk författare och serietecknare, skapare av seriefiguren Kronblom
- 1975 – Franz Six, 65, tysk SS-officer och krigsförbrytare
- 1985
  - Charlotte, 89, regerande storhertiginna av Luxemburg
  - Rafael Campos, 49, dominikansk skådespelare
- 1986 – Marietta Canty, 80, amerikansk skådespelare
- 1991 – Danio Bardi, 54, italiensk vattenpolospelare
- 1996 – Greta Hofsten, 69, svensk journalist och publicist
- 2002 – Rod Steiger, 77, amerikansk skådespelare
- 2011
  - Michael Burston, 61, brittisk musiker med artistnamnet Würzel
  - Facundo Cabral, 74, argentinsk folksångare och filosof
- 2014 – Eileen Ford, 92, amerikansk vd och grundare av Ford Models
- 2019 – Rip Torn, 88, amerikansk skådespelare
- 2021 – Paul Mariner, 68, engelsk fotbollsspelare